# Korint
Korint (řecky Κόρινθος, Kórinthos) byl starověký řecký městský stát a v současnosti je to řecké město ležící při Korintské šíji (Isthmos) – úzkém pásu země spojujícím Peloponéský poloostrov s řeckou pevninou. Isthmos je sevřen mezi Korintským zálivem na západě a Sarónským zálivem na východě. V antických dobách byl zdoláván tažením lodí na saních po dlážděné cestě (diolkos), avšak od 19. století je přeťat Korintským kanálem.
Dnešní Korint je správním centrem stejnojmenné řecké prefektury. Nachází se zhruba 80 kilometrů jihozápadně od Athén. Město je na pobřeží obklopeno vesnicemi Lechaion, Ishtmia a Kenchreie. Směrem k Peloponésu se nachází obec Examilia a místo archeologického naleziště. Počet obyvatel Korintu podle údajů z roku 2001 činí 36 555.

## Historie

### Prehistorie a mytologie

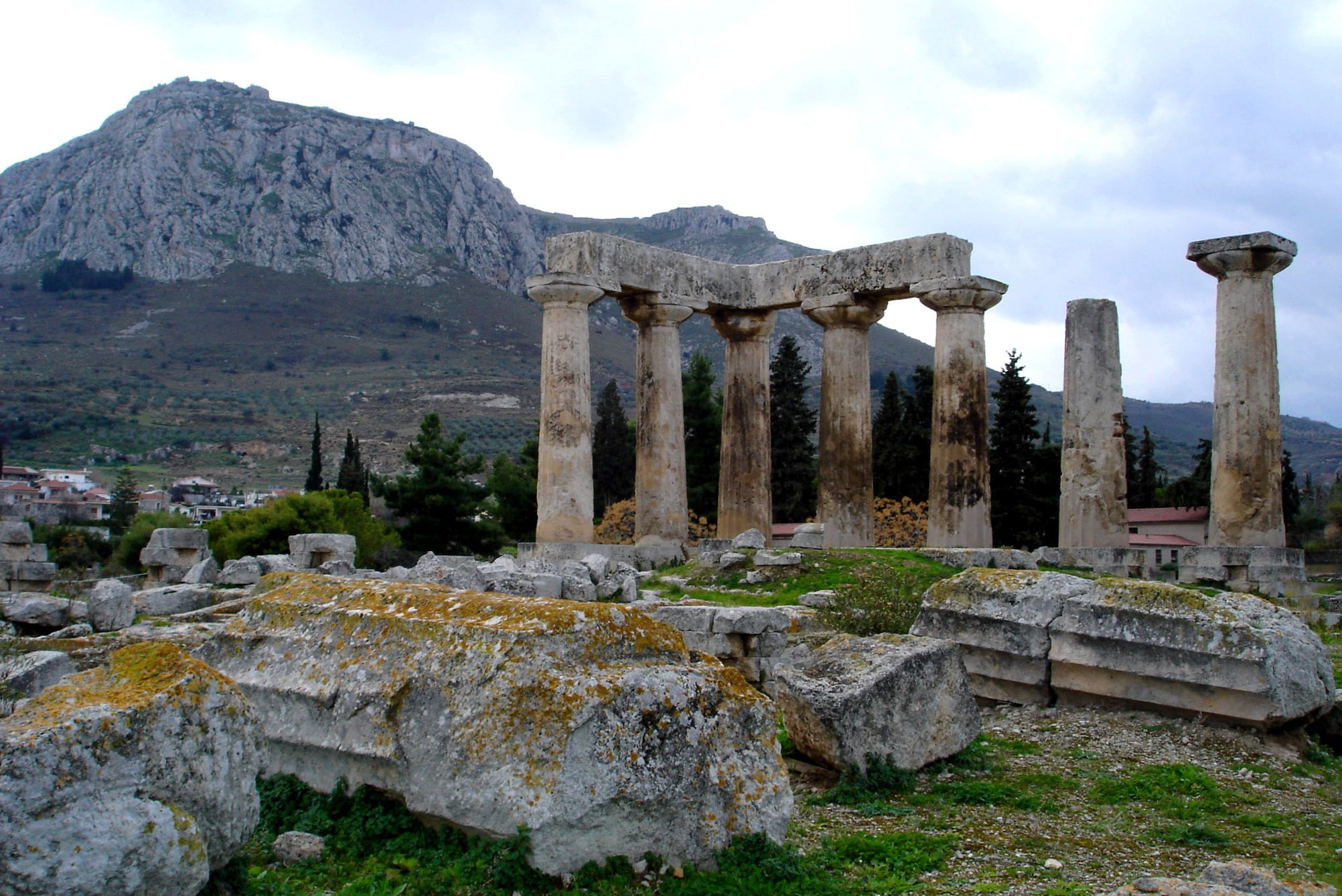
Apollónův chrám v Korintu

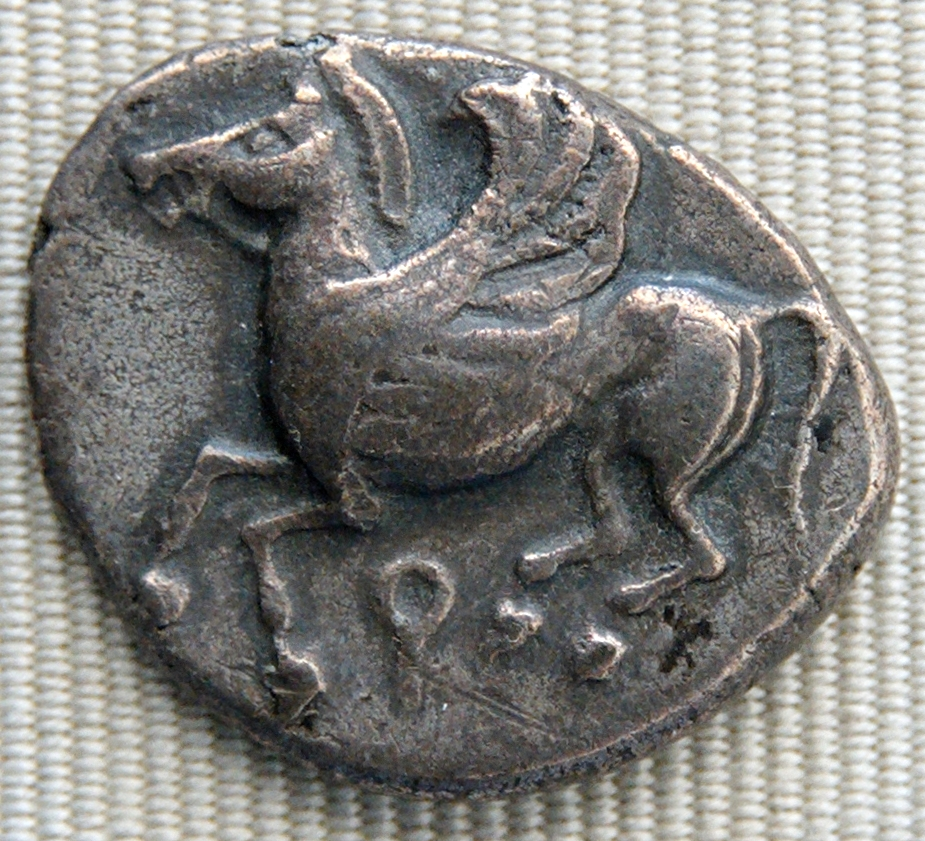
Korintská stříbrná mince

První rané sídlo zde vzniklo zřejmě někdy v mladší době kamenné. Existují dvě legendy ohledně vzniku města. Podle první založil město Korinthos, potomek boha Hélia, zatímco druhá praví, že zakladatelem města byla bohyně Efyra, dcera titána Okeana (odtud také jedno z antických jmen Korintu – Efyra). Někdy na přelomu druhého a třetího tisíciletí př. n. l. mělo zdejší osídlení přechodně zaniknout. Trvalo dalších téměř 1000 let, než se zde na konci mykénského období usadili Dórové.
Název tohoto místa – Korinthos, je odvozen z jazyka Pelasgů, národa, jenž obýval území dnešního Řecka v dobách před příchodem řeckých kmenů. Korint byl zřejmě podobně jako Mykény, Tíryns nebo Pylos jedním z palácových center v době mykénské kultury. Podle mýtů byl předkem korintských králů bájný Sisyfos. Korint byl rovněž místem, kde měl Iásón, vůdce legendárních Argonautů, opustit svoji manželku Médeu. Korinťané jsou zmiňováni i Homérem v souvislosti s trójskou válkou, které se měli zúčastnit.

### Klasické období
V době klasické antiky soupeřil Korint s Athénami a Megarou. Moc tohoto města pocházela z bohatství plynoucího z obchodu a z poplatků za přepravu přes Isthmos. Až do poloviny 6. století př. n. l. byl Korint hlavním vývozcem keramiky s černými postavami do téměř všech obcí starověkého řeckého světa. Později však začalo obchodu s keramikou dominovat zboží produkované v Athénách. Korintský chrám na místě starověkého akropole (Akrokorint) byl zasvěcen bohyni lásky, Afrodíté. Podle většiny antických pramenů v tomto chrámu působilo více než tisíc chrámových kněžek – prostitutek. V Korintu se pravidelně konaly rovněž isthmické hry, vedle olympijských her jedny z nejvýznamnějších panhelénských kulturních a sportovních slavností.

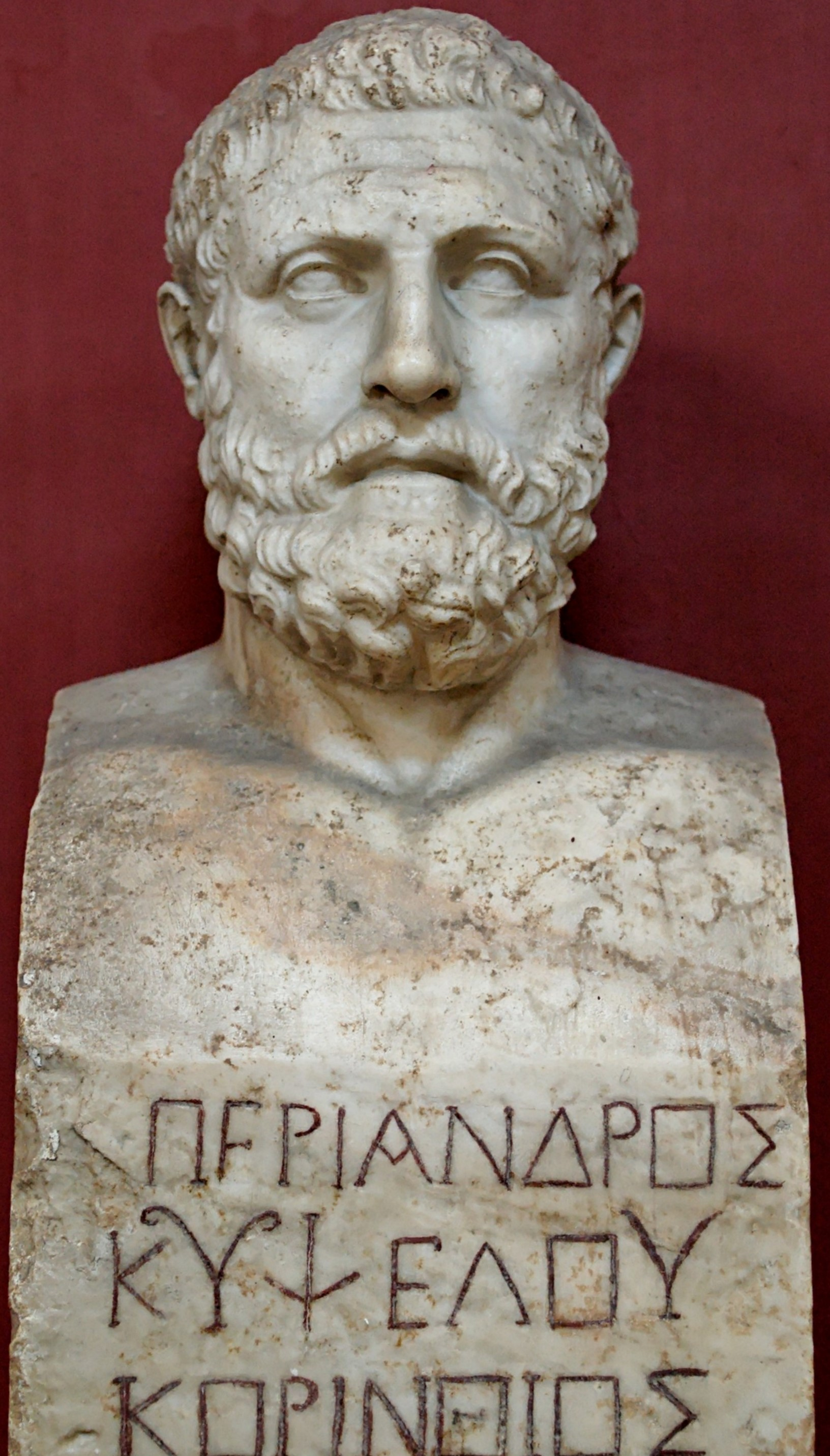
Tyran Periandros

V 7. století př. n. l., za vlády tyranů Kypsela (657 až 627 př. n. l.) a jeho syna Periandra (627 až 585 př. n. l.), bylo mnoho korintských občanů vysláno do zámoří. Tak vznikly četné kolonie jako například Epidamnos (dnešní Drač, Albánie), Syrakusy, Ambrakia a Kerkýra. Periandros dal založit také Apollónii (Fier, Albánie) a Poteidaiu (na poloostrově Chalkidiké). Korint byl i jednou z devíti řeckých obcí, které se podílely na založení kolonie Naukratis ve starověkém Egyptě. Vybudování Naukratidy mělo přispět k rozvoji vzájemného obchodu mezi řeckými obcemi a Egyptem.
Periandros je často řazen mezi tzv. sedm řeckých mudrců. Během jeho vlády byly v Korintu raženy první mince. Jako první také pojal úmysl prokopat Isthmos a vytvořit tak kanál spojující Korintský a Sarónský záliv. Narazil však na nepřekonatelné technické překážky a od svého záměru proto upustil. Místo toho však nechal vybudovat diolkos. Období vlády Kypselidů skončilo za Periandrova synovce Psammeticha, pojmenovaného podle egyptského faraóna a nadšeného helénofila Psammetika I. Korint zažíval v této době své vrcholné období.

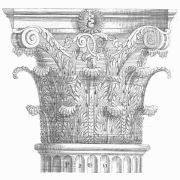
Korintská hlavice

Tehdy byl vyvinut korintský řád, po iónském a dórském řádu třetí sloh klasické antické architektury. Hlavice korintského sloupu byla nejsložitější a nejpropracovanější z oněch tří, přičemž symbolizovala bohatý a luxusní životní styl tohoto antického městského státu (polis). Naproti tomu dórský řád znázorňoval přísný a prostý život starých Dórů – obyvatel Sparty. Iónský byl vedle těchto dvou příkladem harmonie, vyváženosti a filozofie Iónů, mezi něž se řadili Athéňané, stejně jako obyvatelé řeckých měst na pobřeží Malé Asie.
Z tohoto slavného období Korintu pochází věta: „Ou pantos plein es Korinthon“, což lze volně přeložit jako: „Ne každý může jít do Korintu“, čímž je připomínán zdejší nákladný životní styl. Město bylo proslulé svými kněžkami – prostitutkami z Afroditina chrámu, které dopřávaly potěšení bohatým obchodníkům a mocným politikům během jejich cest do Korintu. Říká se, že nejslavnější z nich, Lais, získávala od svých milenců za své mimořádné služby neuvěřitelné sumy peněz.
Město disponovalo dvěma přístavy, jedním v Korintském a druhým v Sarónském zálivu, jež městu umožňovaly snadno obchodovat s oblastmi východního, jako i západního Středomoří. Lechaion v Korintském zálivu zajišťoval městu spojení s jeho koloniemi na západě a s obcemi Velkého Řecka (Magna Graecia), zatímco Kenchreie sloužily lodím plujícím z Athén, Iónie, Kypru a Fénicie. Oba přístavy byly rovněž vybaveny rozlehlými doky pro ukotvení válečného loďstva.

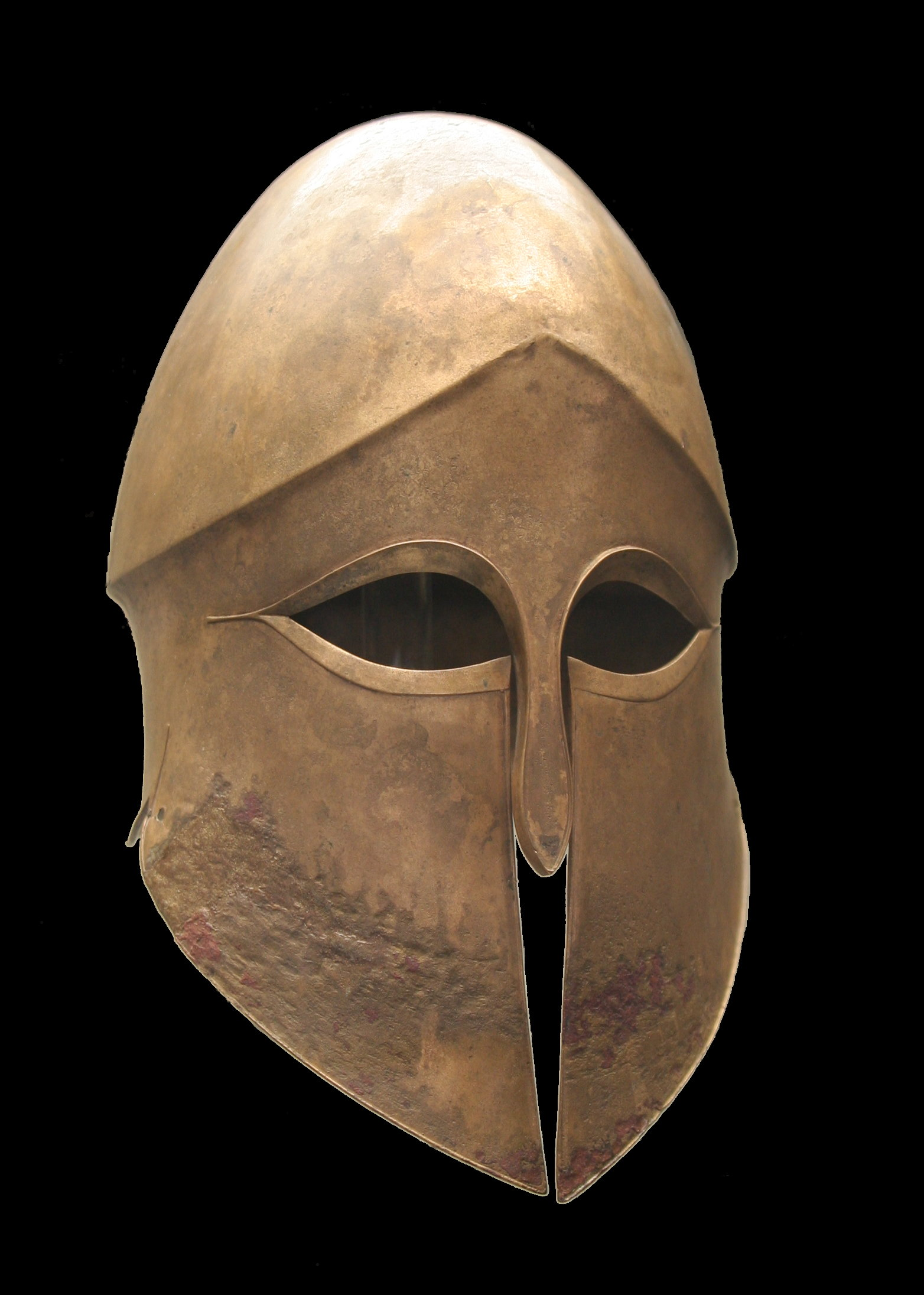
Korintská helmice

Během řecko-perských válek poskytl Korint 40 lodí do bitvy u Salamíny (480 př. n. l.), jímž velel admirál Adeimantos, a 5 000 hoplítů (nesoucích charakteristické korintské helmice) v brzy následující bitvě u Platají (479 př. n. l.). Po celé 5. století př. n. l. byl Korint často spojencem Sparty a nepřítelem Athén, což bylo zřejmě také důsledkem vzájemného tradičního obchodního soupeření obou těchto měst. Otevřené nepřátelství vůči Athénám se rozhořelo poté, co Athéňan Kimón v roce 462 př. n. l. pronikl se svým vojskem bez dovolení na korintské území. Došlo k válce, v níž Korint se svým spojencem Epidaurem Athény nejprve porazil, pak však Athénám podlehl v námořní bitvě v Sarónském zálivu. Teprve v roce 451 př. n. l. bylo uzavřeno příměří. Jedním z faktorů vedoucích k vypuknutí peloponéské války v roce 431 př. n. l. byl spor mezi Korintem a Athénami týkající se korintské kolonie Kerkýry. Po skončení peloponéské války se někdejší spojenci Sparty z peloponéského spolku, Korint a Théby, cítili podvedeni. Jejich narůstající nespokojenost s hegemonním postavením Sparty vyústila v roce 394 př. n. l. v korintskou válku, ve které Korint spolu s Athénami, Thébami a Argem bojoval proti Spartě. O dva roky později provedli demokraté v Korintu převrat a výsledkem toho bylo dočasné politické sjednocení s Argem. V roce 386 př. n. l. však byli Korinťané přinuceni akceptovat podmínky královského míru. Argos se musel stáhnout z Korintu, načež se moci chopili aristokraté, kteří se opět přiklonili ke Spartě.

### Makedonská a římská nadvláda
Slabost řeckých obcí v důsledku nepřetržitých bratrovražedných konfliktů usnadnila vzestup Makedonie v polovině 4. století př. n. l. Po vítězství Filipa II. Makedonského nad Helény v bitvě u Chairóneie byl založen korintský spolek namířený proti perské říši. Všechny řecké obce, včetně Korintu se tak staly poddanými makedonského krále. Po Filipově zavraždění v roce 336 př. n. l. potvrdil spolkový sněm (synedrion) Filipova syna Alexandra Makedonského v pozici hegemona spolku pro plánované tažení na východ. Korint byl v těchto časech domovem kynického filozofa Diogena ze Sinópé.
V následujících desetiletích představoval Korint pevnou základnu makedonské moci na jihu Řecka. Démétrios Poliorkétés a po něm i další makedonští vojevůdci se zmocnili města a umístili své vojáky do strategicky důležité pevnosti Akrokorint. Navzdory ztrátě své politické nezávislosti zažíval Korint po celé 3. století př. n. l. výrazný ekonomický rozmach, který z něho opět učinil jedno z nejbohatších měst Řecka, jež bylo díky svému kvetoucímu hospodářství a kulturnímu životu známo v celém helénistickém světě. V roce 243 př. n. l. ukončil makedonskou vládu stratég achajského spolku, Arátos ze Sikyónu, který město přepadl a obsadil. Za vlády tohoto významného státníka se Korint připojil k achajskému spolku. Když se ale nespokojení obyvatelé města obrátili s žádostí o pomoc na spartského krále Kleomena III., přenechal Arátos vládu nad Korintem v roce 224 př. n. l. makedonskému králi Antigonu III. Dósónovi. Vítězství Římanů v bitvě u Kynoskefal v roce 197 př. n. l. přineslo Korinťanům vysvobození z makedonské nadvlády. Město se stalo sídlem achajského spolku, který od nynějška zastával ostře protiřímskou politiku.
V roce 146 př. n. l. vyhlásil achajský spolek válku Spartě, čímž se ale dostal do konfliktu s Římany. Konzul Lucius Mummius Achaje porazil a po dobytí Korintu v témže roce dal toto město, které bylo centrem odporu proti Římanům, srovnat se zemí. Ještě před tím ale Mummius nechal popravit všechny muže, zatímco ostatní obyvatelstvo bylo prodáno do otroctví. Za tyto činy mu bylo římským senátem jakožto přemožiteli Achajů uděleno cognomen Achaicus. Z následujících let existuje jen nepatrné množství důkazů o jakémkoliv osídlení. Teprve v roce 44 př. n. l. bylo město znovu založeno Gaiem Juliem Caesarem jako římská kolonie pod názvem Colonia Laus Iulia Corinthiensis. Podle historika Appiána, byli noví osadníci vybráni z řad římských propuštěnců. Za vlády Římanů se Korint stal sídlem správy provincie Achaia.
Jeho obyvatelstvo, jež se skládalo z Římanů, Řeků a Židů, bylo známo pro své bohatství, avšak také pro svoji rozmařilost, nemorálnost a zkaženost.
V době, kdy byl prokonzulem Achaje Gallio (v roce 51 nebo 52), bratr Senecy, navštívil Korint poprvé apoštol Pavel. Během Pavlova druhého pobytu na jaře roku 58 zde zřejmě vznikly List Římanům. Pavel napsal také Listy Korintským (První list Korintským a Druhý list Korintským), které byly adresovány místní křesťanské komunitě.

### Další dějiny města

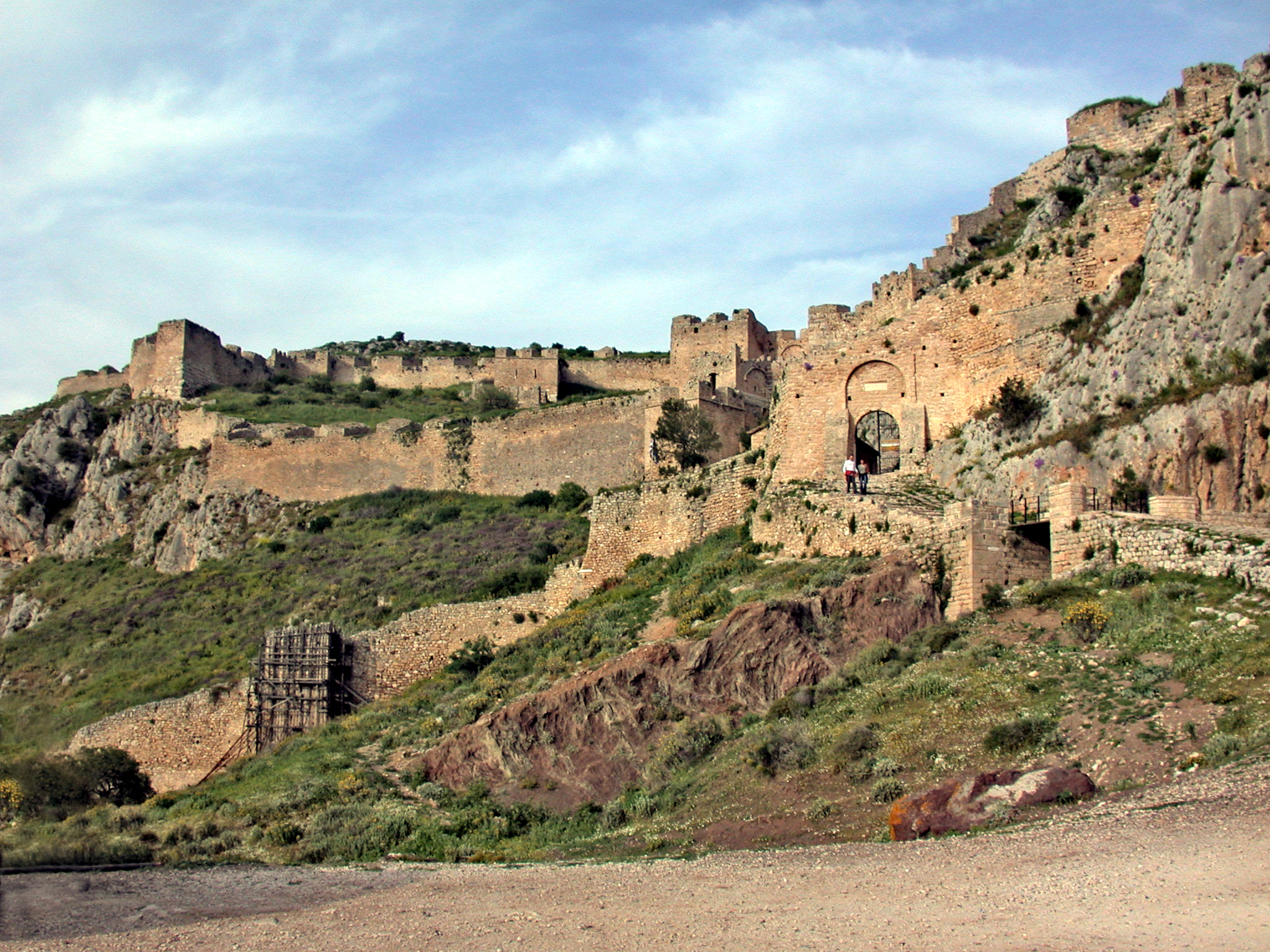
Pohled na Akrokorint

Již ve 2. století sídlil v Korintu biskup a nejpozději ve 4. století dokonce metropolita. V roce 267 bylo město těžce poničeno při vpádu Gótů a Herulů, brzy se však vzpamatovalo a znovu dosáhlo svého někdejšího lesku a slávy. Dalším těžkým úderem bylo pro Korint ničivé zemětřesení v roce 375 následované Alarichovou invazí do Řecka v letech 395 až 396, při níž bylo město dokonale vydrancováno a mnoho jeho občanů upadlo do otroctví. V roce 521 postihlo město nové katastrofální zemětřesení, které je téměř úplně zničilo, avšak císař Justinus I. je nechal obnovit. Za vlády císaře Justiniána I. byla vystavěna mohutná kamenná hradba napříč Korintskou šíjí, jež měla chránit Peloponéský poloostrov před barbary pronikajícími ze severu. Hradba byla dlouhá kolem šesti mil (10 km) a byla pojmenována Hexamilion („šest mílí“). Definitivní tečku za antickou slávou města znamenal vpád Slovanů na Peloponés v 80. letech 6. století.
V době byzantské říše se stal Korint střediskem thematu Hellas (zahrnujícím velkou část území dnešního Řecka). Ve 12. století (za panování dynastie Komnenovců) upoutalo tehdejší bohatství města, pocházející z obchodu s hedvábím do západní Evropy, pozornost normanského krále Rogera II. Sicilského, který si město podmanil v roce 1147.

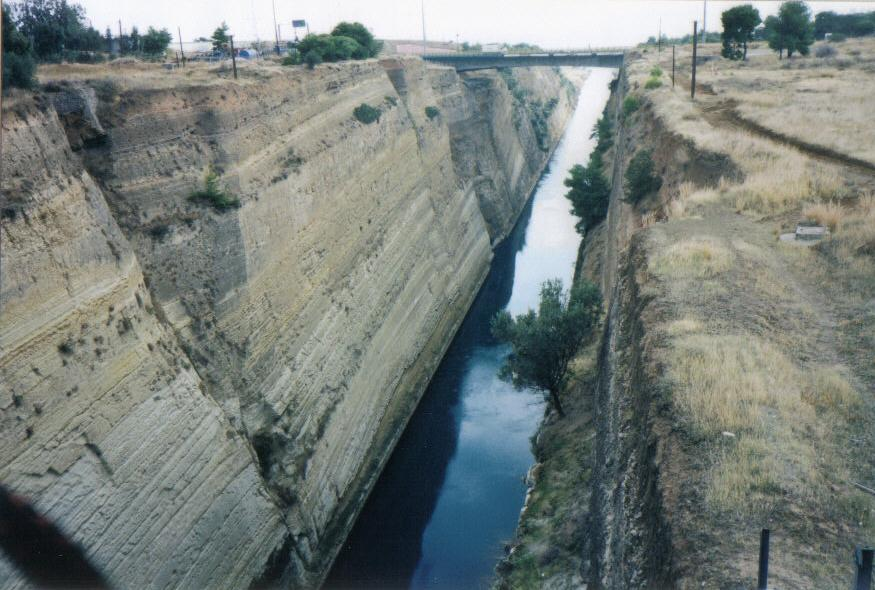
Korintský kanál

Po dobytí Konstantinopole během čtvrté křížové výpravy v roce 1204 byl Geoffrey I. de Villehardouin, synovec stejnojmenného slavného historika, ustaven pánem Korintu jako vládce achajského knížectví. V letech 1205 až 1208 kladli Korinťané latinským dobyvatelům tuhý odpor z pevnosti na Akrokorintu pod velením byzantského generála Leona Sgura. Ten sice v roce 1208 spáchal sebevraždu skokem z vrcholu Akrokorintu, nicméně Byzantinci vytrvali v odboji proti cizím útočníkům ještě další dva roky. V roce 1458, pět let po pádu Konstantinopole, se osmanští Turci zmocnili města a jeho mocného hradu.
V průběhu řecké války za nezávislost v letech 1821 až 1830 bylo město kompletně zničeno tureckými vojsky. Po vyhlášení nezávislosti Řecka patřil Korint díky svému historickému významu a strategické pozici mezi kandidáty nového hlavního města právě založeného řeckého království. Místo Korintu však byly nakonec vybrány Athény. V roce 1858 byl starý Korint zcela zničen zemětřesením. Nové město bylo vystavěno o šest kilometrů dále na severovýchod na pobřeží Korintského zálivu. Na počátku 90. let 19. století byl konečně realizován plán přetnutí Korintské šíje kanálem propojujícím Korintský a Sarónský záliv.